# Belize i olympiska sommarspelen 1996
Belize deltog i de olympiska sommarspelen 1996 med en trupp bestående av 5 deltagare, men ingen av landets deltagare erövrade någon medalj.

## Cykling
Damernas linjelopp
- Camille Solis
  - Final — fullföljde inte (→ ingen placering)

## Friidrott
Herrarnas maraton
- Eugene Muslar — 2:51.41 (→ 109:e plats)

Damernas tresteg
- Althea Gilharry
  - Kval — 12,78 m (→ gick inte vidare, 27:a av 31)